# Florin Codre

Statuia ecvestră a lui Carol I din București

Florin Codre (n. 18 aprilie 1943,  Brașov) este un sculptor român, creator de artă monumentală, cascador și crescător de cai de rasă.
Este autorul primului film românesc de ficțiune a cărui finanțare s-a realizat din inițiativă privată, după 1989: „Șobolanii roșii”.
A realizat Statuia ecvestră a lui Carol I din București și a câștigat concursul pentru ridicarea unei statui a regelui Ferdinand, destinată a o înlocui pe cea înaltă de 18 m, realizată în 1937 de Ivan Meštrović, care era situată aproape de Piața Victoriei, lângă Biserica Mavrogheni, topită de comuniști. Potrivit machetei, monumentul va fi instalat în Piața Victoriei și va avea în spate parcul, ca un zid de protecție natural. Ferdinand, personajul central, va fi reprezentat pe cal, purtând coroană și buzdugan. În jur va fi un ansamblu monumental, cu un semicerc larg de 30 metri, care se va deschide cu stema lui Mihai Viteazul și anul 1601 și se va încheia cu stema României Mari de la 1918. Spațiul va fi public, unde se vor putea organiza spectacole și se vor putea monta tribune.
Florin Codre a fost numit, prin hotărârea Senatului României, ca membru în Consiliul de Conducere al Institutului Cultural Român, fiind desemnat de Partidul Social Democrat.

## Distincții
- Premiul Tineretului de sculptură (de două ori) [5]
- Premiul Uniunii Artiștilor Plastici[5]
- În baza H.C.L. nr. 113/18.04.2008, Florin Codre a fost declarat cetățean de onoare al municipiului Călărași.[6]

## Lucrări de sculptură

Statuia ecvestră a lui Avram Iancu de la Târgu Mureș

- Statuia ecvestră a lui Avram Iancu de la Târgu Mureș dezvelită în 1978. Înlocuiește statuia ridicată în 1924 și mutată la Câmpeni în 1940, unde se află și în prezent.[7]
- Statuia ecvestră a lui Carol I din Călărași, dezvelită la 9 mai 2008.[8]
- Statuia ecvestră a lui Carol I din București, dezvelită în 6 decembrie 2010.[9] O înlocuiește pe cea realizată de sculptorul croat Ivan Meštrović, inaugurată la 10 mai 1939 și topită de comuniști.
- Monumentul Marii Uniri, ce ar urma să fie amplasat pe un lac din centrul municipiului Arad, a fost atribuită în 2007 lui Florin Codre. Lucrarea reprezintă o coloană a infinitului din marmură înaltă de 36 de metri, stilizată sub forma unui stâlp ramificat, simbolizând o convergență a celor trei provincii românești, care urma să facă parte din componența unui monument dedicat Marii Uniri de la 1918, legat prin trei poduri de maluri. Monumentul ar fi trebuit inaugurat la 1 decembrie 2012. Sculptorul a comandat executarea lucrării într-un atelier din China. Livrarea a fost întârziată pentru că în timpul manipulării unei piese din componența monumentului, aceasta s-a răsturnat și s-a spart și piesa a trebuit să fie refăcută. Livrarea nu s-a putut face pentru că firma sculptorului a intrat în insolvență și nu avea 100.000 de euro pentru a transporta piesele cu vaporul până în România.[10] Ministerul Culturii a comunicat că a achitat suma de 10.000.000 de lei, contractul fiind executat integral. Potrivit contractului de comandă încheiat între Ministerul Culturii și domnul Florin Codre, autor al lucrării, din suma încasată, autorul avea obligația realizării lucrării, precum și a transportului acesteia la Arad. Până la amplasare, autorul este responsabil de integritatea lucrării. Inaugurarea a fost reprogramată pentru 1 decembrie 2013, dar nici acest termen nu a fost respectat[11]. Prin urmare, în 2013 Ministerul Culturii a apelat la instanță, într-un proces civil, pentru a-l obliga pe Florin Codre să livreze lucrarea sau să restituie premiul de 10 milioane de lei plătit din bani publici pentru că a câștigat concursul de realizare a monumentului Marii Uniri.[12] Pe litigiul comercial, Ministerul Culturii îi cere sculptorului să plătească și toate penalitățile calculate de la momentul finalizării plăților până la aducerea monumentului în țară.[13] În iulie 2014, cazul a fost investigat de DNA.[14][15]

## Regizor
În 1990 a fost regizorul peliculei “Șobolanii roșii”, primul film românesc realizat din inițiativă particulară după 1989. Rolurile principale au fost interpretate de Lucian Nuță, Bogdan Vodă, Cezara Dafinescu și Șerban Ionescu. Filmul a fost vizionat de 673.347 de spectatori în cinematografele din România, după cum atestă o situație a numărului de spectatori înregistrat de filmele românești de la data premierei și până la data de 31 decembrie 2014 alcătuită de Centrul Național al Cinematografiei.

## Crescător de cai
În 2009, sculptorul Florin Codre creștea peste 200 de cai în patru ferme din Franța, Germania și România.